# Sphenopholis pensylvanica
Sphenopholis pensylvanica là một loài thực vật có hoa trong họ Hòa thảo. Loài này được (L.) Hitchc. miêu tả khoa học đầu tiên năm 1915.